# Rrok Mirdita
Rrok Kola Mirdita, né le 28 septembre 1939 à Klezna (municipalité d'Ulcinj, Royaume de Yougoslavie, aujourd'hui au Monténégro) et mort le 7 décembre 2015 à Tirana (Albanie), est un prélat catholique, archevêque de Tirana-Durrës et primat d'Albanie.

## Biographie
Ordonné prêtre en 1965, il œuvre d'abord dans les paroisses albanaises du Bronx et du comté de Westchester (New York), aux États-Unis.
Le 25 décembre 1992, il est nommé archevêque de Tirana et Durrës. Il est consacré évêque le 25 avril 1993 par le pape Jean-Paul II lors de sa visite pastorale en Albanie.